# Michiel Devlieger
Michiel Devlieger (Moen, 12 april 1964) is een Vlaams programmamaker en presentator. Hij werd bekend via Schalkse Ruiters als "Red Michiel" en presenteerde later De Mol, Voor Eens & Voor Altijd en De laatste show. Tegenwoordig is hij lid van productiemaatschappij Woestijnvis.

## Biografie
Devlieger werd geboren als op een na jongste zoon van uitbaters van een textielwinkel. Hij begon zijn carrière bij de Belgische Improvisatieliga (1991-1993). Hij was er coach en speler. Zo kreeg hij een kans op de Vlaamse openbare televisieomroep aan Mark Uytterhoevens improvisatieprogramma Onvoorziene Omstandigheden (1994) mee te werken als coach en acteur. 
Hij werkte ook voor het Radio 1-programma Vlaamse Reuzen. 

### Schalkse Ruiters
Michiel Devlieger werd beroemd bij Vlaamse televisiekijkers toen hij in 1996, 1997 en 1998 af en toe werd opgeroepen in het televisieprogramma Schalkse Ruiters. Presentatoren Bart De Pauw en Tom Lenaerts lieten Devlieger meestal verschijnen wanneer ze een oproep aan de kijkers wilden doen. Devlieger verklaarde dan tegen de kijkers dat hij hen nodig had en formuleerde hierop zijn oproep. Hierom werden deze acties "Red Michiel!" genoemd. Zijn eerste verschijning onder deze naam gebeurde in de derde aflevering van het eerste seizoen. 

#### De "Red Michiel"-opdrachten
- In de derde aflevering van het eerste seizoen zocht Michiel mensen van wie vier gezinsleden op dezelfde verjaardagsdatum geboren waren.
- In de zesde aflevering zocht Michiel mensen die op Bart De Pauw of Tom Lenaerts leken. Ook andere mensen die op een Bekende Vlaming leken mochten contact met hem opnemen.
- In de negende aflevering zocht hij mensen die de meest ingewikkelde huwelijkssituatie hebben.
- In de tiende aflevering was Michiel "vliegende reporter" tijdens de Gouden Ooguitreiking.
- In de voorlaatste aflevering van het eerste seizoen gaf Michiel de kijkers als opdracht  zo veel mogelijk oproepen te verspreiden om Bert De Graeve te motiveren naar Schalkse Ruiters te komen. Over heel Vlaanderen werd de boodschap verspreid, op muren, bussen, autostickers,... zodanig dat De Graeve in de laatste aflevering ook daadwerkelijk te gast verscheen.
- In de tweede aflevering van het tweede seizoen deed Michiel onderzoek naar "toevallige toevalligheden".
- In de zevende aflevering van het tweede seizoen presenteerde Michiel tijdelijk het programma omdat Bart en Tom "ruzie zouden hebben gekregen over de keuze van de gast". Het duurde echter niet lang of Bart en Tom namen alsnog het roer weer over.
- In de achtste aflevering van het tweede seizoen ging Michiel op zoek naar radiopresentator Chris Dusauchoit. Devlieger moest hem opsporen en kijkers mochten tips doorgeven. Uiteindelijk bleek Dusauchoit zich bij Phaedra Hoste te verschuilen.

### De Mol
Na Schalkse Ruiters sloot Devlieger zich in 1997 aan bij productiemaatschappij Woestijnvis. In 1998 verscheen hij terug op het televisiescherm als presentator van de afvallingswedstrijd De Mol. Ook bij de edities van 2000 en 2003 verzorgde hij de presentatie. In 2000 won het programma de internationale televisieprijs: de Gouden Roos van Montreux.

### Andere programma's
Devlieger was ook betrokken bij de presentatie en/of het scenario van de televisieprogramma's Napels Zien, Mannen op de Rand van een Zenuwinzinking, De Parelvissers, Van vlees en bloed en Voor Eens & Voor Altijd.
Devlieger nam twee keer deel aan De Slimste Mens ter Wereld: in 2003 (5 deelnames) en 2012 (2 deelnames).
Van 2009 tot 2012 was Devlieger presentator van talkshow De laatste show. In 2013 en 2014 presenteerde hij De Slimste Gemeente op VIER.

### Creatief directeur
In 2014 werd hij bij De Vijver Media aangesteld als creatief directeur fictie. Hierdoor verdween hij van het scherm.